# はくちょう座OB2-12
はくちょう座OB2-12(Cygnus OB2-12)は、はくちょう座にある恒星である。

## 概要
はくちょう座OB2-12は、半径が太陽の約250倍、質量が太陽の約100倍の、巨大 かつ 大質量のB型青色超巨星である。発見された当初の、太陽の約600万倍の光度、絶対等級は全電磁波で-12.2等級、可視光のみでも-10.6等級、という推定値は後に下方修正されているが、それでも、太陽の200万倍近い光度であり、絶対等級は全電磁波で-10.9等級、可視光のみでも-9.8等級の、非常に明るい星である。
可視光での明るさは、現在発見されている恒星の中では最大の可能性がある。全電磁波での明るさがはくちょう座OB2-12よりも大きい恒星は50個以上発見されているが、そのほとんどがウォルフ・ライエ星(WR型星) または それと類似した性質を持つ O型青色超巨星 である。これらの星は表面温度が非常に高く、放出される電磁波のほとんどが紫外線となるため、可視光での絶対等級は大幅に高く(暗く)-8.5～-6.5等級程度、リゲル・デネブとほぼ同等である。(例：R136a1の場合、全電磁波での絶対等級は-12.5等級だが、可視光では-8.1等級。これは、放出される電磁波の98%以上が紫外線であることを示している)　なお、はくちょう座OB2-12の場合も放出される電磁波のうち、可視光は半分以下である。
はくちょう座OB2-12は地球から5000光年離れた大質量星が多く存在するはくちょう座OB2星団に属している。星団にある豊富な星間物質の塵に光が吸収されるので、視等級は11.4等級と非常に暗いが、仮に塵が無ければ、デネブに匹敵する1.5等級で見えたはずである。